# Nik Henigman
Nik Henigman, né le 4 décembre 1995 à Ljubljana en Slovénie, est un handballeur slovène.

## Biographie
Côté sélection, Nik possède une très solide expérience internationale puisqu'il a déjà participé aux JO de Rio en 2016, au mondial en France en 2017 (médaillé de bronze) ainsi qu'à celui de 2021 en Égypte. Il a également participé à trois Euros (2018, 2020, 2022).

## Palmarès

### En équipe nationale
Championnats du monde
- Médaille de bronze au championnat du monde 2017
- 9e place au Championnat du monde 2021
- 13e place au championnat du monde 2025

Jeux olympiques
- 6e place aux Jeux olympiques de 2016
- 4e place aux Jeux olympiques de 2024

Championnats d'Europe
- 8e place au Championnat d'Europe 2018
- 4e place au Championnat d'Europe 2020
- 16e place au Championnat d'Europe 2022

### En club
- Championnat de Hongrie
  - Vainqueur (2) : 2021, 2022
  - Vice-champion (1) : 2019
- Coupe de Hongrie
  - Vainqueur (1) : 2019
  - Finaliste (1) : 2021